# 八仙暗沙
八仙暗沙位于南沙群岛曾母暗沙西南约4海里，最浅处水深23.8米。西方文献一般称为“Parsons shoal”。根据中华人民共和国国务院（82）国函字280号文《国务院关于南海诸岛地名命名、更名方案的复函》中的要求，八仙暗沙的地名暂不公布，也不公开引用和对外提供。